# نقل الصفائح الدموية
نقل الصفيحات (بالإنجليزية: Platelet transfusion)‏ أو ركازة الصفيحات (بالإنجليزية: platelet concentrate)‏، يتم استخدام نقل الدم الصفائحي، المعروف أيضا باسم مركز الصفائح الدموية، لمنع أو علاج النزيف لدى الأشخاص الذين يعانون من انخفاض عدد الصفائح الدموية أو ضعف وظائف الصفائح الدموية. غالبا ما يحدث هذا في الأشخاص الذين يتلقون العلاج الكيميائي للسرطان. وغالبا ما يتم نقل الدم الوقائي في أولئك الذين يعانون من مستويات الصفائح الدموية أقل من 10 × 109 / لتر. وعادة ما تتم عملية نقل الدم عند أقل من 50 × 109 / لتر. وعادة ما يوصى بمطابقة فصيلة الدم (العامل الراسيزسي، وزمرة الدم ) قبل إعطاء الصفائح الدموية. غير أن الصفائح الدموية التي لا مثيل لها غالبا ما تستخدم بسبب عدم توفر الصفائح الدموية المتطابقة. يتم إعطاءها عن طريق الحقن في الوريد.

## الصفائح الدموية
هي إحدى خلايا الدم التي لها دورٌ هامٌ في إيقاف أي نزيف يحدثُ نتيجة جرح في أي جزء من جسم الإنسان، ونقص عدد الصفائح الدموية يؤدي إلى عدم القدرة على تصنيع جلطة دمويةعند حدوث أي جرح، وبالتالي لا يتوقف النزيف، فحتى وإن كان الجرح بسيطاً فيمكن أن يؤدي إلى نزيفٍ لفترة طويلة.

### ومن أعراض نقص الصفائح
التي تؤدي إلى أمراض ومضاعفات: ظهور بقع أو حبيبات صغيرة حمراء تحت الجلد، ووجود كدمات عند التعرض للضربات الخفيفة.

### وتنقص الصفائح الدموية
إما لنقص الإنتاج بسبب بعض الأمراض الفيروسية أو البكتيرية ، أو نقص فوليك أسيد، أو فيتامين ب12، وقد تنقص أيضاً بسبب زيادة تكسرها في بعض الأمراض مثل (ITP) وغيره، أو بسبب استخدام بعض الأدوية، ولذلك البحث عن السبب مهمٌ جداً للعلاج، ومن الفحوصات الضرورية للتشخيص صورة الدم الكامل full blood count, وفيتامين B12، ووظائف الكبد والكلى، وسرعة الترسيب، وفحص فوليك أسد .

## استخدام الدواء
وتوصي المبادئ التوجيهيةالدولية بأن يتم نقل دم الصفائح الدموية للأشخاص الذين يعانون من فشل في النخاع العظمي ( الغير قابل للتجدد والشفاء ) للحد من خطر النزيف العفوي عندما يكون عدد الصفائح الدموية أقل من 10 × 109 / لتر.

### علاج النزيف
- هناك القليل من الأدلة على فعالية نقل دم الصفائح الدموية أو الجرعة المثلى عندما يكون الشخص ذو عدد صفائح دموية منخفضة ينزف بشكل كبير
- وقاية مقابل العلاج:وجدت المراجعة في الأشخاص الذين يعانون من الأورام الخبيثة الدموية أن عمليات نقل دم الصفائح الدموية عموما عندما يكون عدد الصفائح الدموية أقل من 10 × 109 / L[
- يؤدي إلى خفض عدد حالات النزيف وكمية النزيف ومع ذلك، لم ينظر إلى هذه الفائدة إلا في بعض مجموعات المرضى، والناس الذين يخضعون لعملية زرع الخلايا الجذعية ذاتيا

## الآثار الجانبية
الآثار الجانبية يمكن أن تشمل الحساسية مثل الحساسية المفرطة، والعدوى ، وإصابة الرئة، والالتهابات البكتيرية هي الأكثر شيوعا مع الصفائح الدموية لأنه يتم تخزينها في درجات حرارة أكثر دفئا وهي بيئة مناسبة لنمو البكتيريا بشكل أكثر .

## الاستخدام
الأشخاص الذين يعانون من اضطرابات في الدم أو السرطان يحصلون على أكبر نسبة من عمليات نقل الصفائح الدموية وتعطى معظمها لمنع النزيف أثناء العلاج مع العلاج الكيميائي أو زرعالخلايا الجذعية
الكثير من الباقي يستخدم في الطب العام وجراحة القلب والرعاية المركزة.
وخلافا لغيرها من منتجات الدم، يتزايد الطلب على عمليات نقل الصفائح الدموية في العديد من البلدان في جميع أنحاء العالم. ومن المحتمل أن يكون ارتفاع عدد السكان المصابين بالشيخوخة، وزيادة عدد المصابين بسرطان الدم، والتغيرات التي تطرأ على إدارة هذه السرطانات، الأسباب الرئيسية لارتفاع الطلب على الصفائح الدموية ومنذ عام 1990، ارتفع عدد عمليات زرع الخلايا الجذعية في أوروبا من 200 4 إلى أكثر من 000 30 سنويا.

## تاريخ الاستخدام
نقلت الصفائح الدموية إلى الاستخدام الطبي في الخمسينات والستينات، وهو مدرج في قائمة الأدوية الأساسية لمنظمة الصحة العالمية، وهي الأدوية الأكثر فعالية وآمنة اللازمة في النظام الصحي.

## التبرع بالصفائح الدموية
يستطيع الشخص التبرع بالصفائح الدموية فقط وذلك عن طريق جهاز طبي يقوم بسحب الدم ثم عزل الصفائح الدموية وإرجاع الدم إلى الجسم. ويستطيع الشخص الطبيعي أن يقوم بالتبرع ب200 مل- 400 مل في المرة الواحدة. وتستمر عملية التبرع حوالي ساعة كاملة ويعوض الجسم النقص خلال 8-10 أيام ويستطيع المتبرع إعادة التبرع خلال أسبوع إلى أسبوعين بسلامة تامة.
عادة تبقى الصفائح الدموية لمدة من خمس إلى سبع أيام .

## روابط خارجية
- Platelet Transfusion: A Clinical Practice Guideline From the AABB Guideline from the American Association of Blood Banks published 2015.
- Australian Patient Blood Management Guidelines.
- Handbook of Transfusion Medicine Free book published in the UK 5th edition.